# Przypkowscy herbu Radwan

Herb Radwan

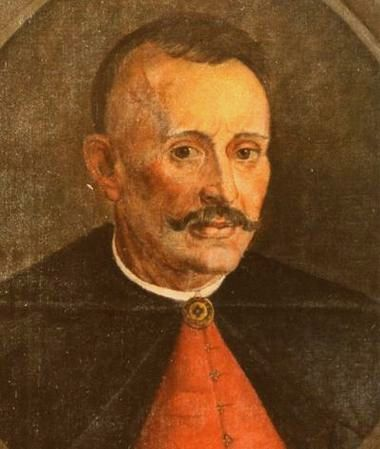
Samuel Przypkowski

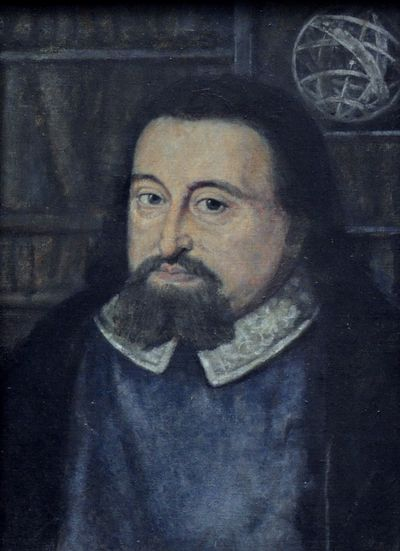
Jan Józef Przypkowski

Przypkowscy herbu Radwan – rodzina szlachecka wywodząca się z Mazowsza.
W średniowieczu rodzina używająca herbu Radwan (tzw. Radwanici) zamieszkiwała na Mazowszu, gdzie do ich posiadłości należała wieś Przypki. W XIII wieku część rodziny osiedliła się pod Krakowem zakładając wieś Przypkowice (obecnie Przytkowice), od której nazwy Radwanici przyjęli nazwisko Przypkowski.
Radwanici Przypkowscy w XV wieku oprócz Przypkowic, posiadali wsie: Sosnowicę i Trzemesznę. W pierwszej połowie XVI wieku ich posiadłości powiększyły się o Polankę, Tarnawę i Starą Wieś. Jan Przypkowski (zm. ok. 1606) powiększył majątek nabywając wsie: Mikołajowice, Leńcze, Wierzbianki, Gnojnik oraz części Łopusznej i Chronowa. W zbiorach rodziny Przypkowskich w Jędrzejowie zachował się dokument z podpisem Zygmunta I Starego z 1535, w sprawie nadania Mikołajowi Przypkowskiemu (zm. 1557) dwóch wsi. W drugiej połowie XVI wieku Przypkowscy porzucili katolicyzm na rzecz kalwinizmu i arianizmu.

## Znani członkowie rodziny
- Aleksander Przypkowski (ok. 1595–1639) – działacz kalwiński, dyplomata, dworzanin Krzysztofa Radziwiłła.
- Feliks Przypkowski (1872–1951) – lekarz, astronom amator, kolekcjoner; twórca jednej z największych na świecie kolekcji zegarów słonecznych
- Jan Przypkowski (ok. 1520 – ok. 1606) – działacz braci polskich
- Jan Przypkowski (ok. 1568 – 1631/1632) – podsędek ziemski zatorski, działacz kalwiński
- Jan Józef Przypkowski (1707–1758) – astronom, matematyk, wydawca kalendarzy, profesor Uniwersytetu Krakowskiego
- Krzysztof Przypkowski (ok. 1598 – ok. 1661) – działacz braci polskich
- Mikołaj Przypkowski (ok. 1570–1612) – działacz braci polskich
- Mikołaj Przypkowski (ok. 1612 – po 1668) – działacz braci polskich
- Samuel Przypkowski (ok. 1592–1670) – pisarz religijny i polityczny, działacz braci polskich, poeta
- Tadeusz Przypkowski (1905–1977) – historyk sztuki, historyk nauki, gnomonik, kolekcjoner, bibliofil, grafik, fotografik
- Wacław Przypkowski (zm. 1659) – działacz braci polskich